# Mamestra configurata
Mamestra configurata là một loài bướm đêm trong họ Noctuidae.